# Matilde Tortora
Matilde Tortora (Pagani, 1º gennaio 1948) è una storica del cinema, scrittrice e saggista italiana.
È nota per i suoi studi e le ricerche di cinema che ha condotto e pubblicato anche fuori dai confini nazionali.

## Biografia
È stata insignita nel 2000 del Premio della Cultura della Presidenza del Consiglio dei ministri.
Ha operato molti rinvenimenti di inediti tra cui: nel 2004 Lettere inedite di Matilde Serao a Eleonora Duse, Graus editore, nel 2006 un'azione cinematografica inedita e autografa di Roberto Bracco in sedici pagine, databile alla fine del 1911, tra le primissime di uno scrittore italiano, scritta appositamente per il cinema, pubblicata in appendice al libro Lettere di Roberto Bracco a Ruggero Ruggeri, Graus - Centro Sperimentale di Cinematografia, nel 2010 lettere inedite di Anna Maria Ortese che ha in seguito donate all'Archivio di Stato di Napoli che detiene il Fondo della scrittrice. 
Autrice di molti libri di narrativa, di poesia e di cinema, diversi suoi libri sono tradotti in altre lingue.  È stata per anni membro della Cinémathèque Française, dell'ASIFA e ha diretto fin dagli inizi il Premio Internazionale Simona Gesmundo corti d'animazione. È Direttore Artistico di Mona Corti Film Festival, Festival del Cortometraggio Italiano che si tiene a Monaco di Baviera.

## Letteratura e teatro
Autrice di diversi libri di poesie tra cui Casa Tettoia, Periferia, 1980 (Premio Joppolo-Piccolo, nello stesso anno), “Un avo aggiunto/ Monte Pavone”, Andrea Livi Editore, 1990, sue poesie sono in diverse antologie di poesia contemporanea, tra cui Care Donne (a cura di E. Malagò e G. Prosperi),  Forum /Quinta Generazione, 1980, Poesia Erotica Italiana del '900, a cura di Carlo Villa, Newton Compton, 1980, nel 1990 vinse il premio Poesia indetto dalla Casa Internazionale delle Donne, la rivista "Poesia", Crocetti editore, Milano, nel numero di maggio 2000, ha pubblicato sue poesie. Ha partecipato a vari eventi di poesia, tra cui “Letteratura all’Orto Botanico, Festival di Letteratura. Le voci della scrittura” (diretto da Giorgio Weiss) 1988 e 1989, Roma.  Ha ideato e curato “Poesia in corpore”, Università degli Studi della Calabria, 1994. 
Suoi racconti sono pubblicati in Racconta/due, La Tartaruga 1993, in Racconta il tuo Dio, Oscar Mondadori 1993, in I racconti dell'apocalisse, SEI 1996, in Salvaciòn. Racconti gialli religiosi, Piemme, in Cuentos italianos de hoy, Feltrinelli /Editorial Arte y Literatura, 1996. Il suo testo teatrale Fiora/Cvijeta. Dialogo in assenza di Torquato, traduzione di Suzana Glavaš, è stato trasmesso, nel Dramski program Hrvatskog Radija, emisija Radio Scena, la radio nazionale croata, in prima il 18.10.2003 e fino al 2005. Inoltre in seguito al repêchage da lei effettuato, alcune partiture musicali dei madrigali del Tasso dedicati alla poetessa croata-anconetana Cvijeta Zuzorić, che erano rimasti adespoti per alcuni secoli, sono state riattribuite al Tasso, loro autore.

## Cinema
Ha realizzato nel 2011 "Il Sole con l'alchèrmes", film breve sui 150 anni dell'Unità d'Italia, che fu inserito nel sito istituzionale I luoghi della memoria, nel 2012 "Alla ricerca della scarpa perduta", un film breve su piedi - monete, scarpe insufficienti / o troppo strette / o mute o colme di fiele, e il film “Non ho mai visto il mare”, 2013. Dal 1990 ha realizzato diversi video. 
Dall'iconografia dei suoi saggi di cinema e dai molti repêchages da lei effettuati sono state realizzate le seguenti mostre: 
- Il Cinema nelle cartoline di Virgilio Alterocca I film degli anni Dieci restituiti dal corpo di immagini ritrovate. Palazzo del Comune, Sale ex- Monte di Pietà, Spoleto, 2000 e Goethe Insitut - Accademia di Belle Arti, Napoli, 2002.
- Lo schermo in tasca, 60ª Mostra d'Arte Internazionale del Cinema di Venezia, 2003.
- Cinema Fondente, International Short Film Festival, Palazzo Patrizi, Siena 2000, Loggia de' Lanari, Perugia, 2002, Aula Magna, Università della Calabria, 2004.
- Au Pays Noir. Reperti rari del primo film sulle miniere, 1905. Chiostro di S. Nicolò, Comune di Spoleto, 2002.
- I Primi Schermi tratti da Cuore. Il corpo di immagini(ritrovate) ricostituito dei nove film tratti dai racconti mensili del libro Cuore negli anni 1915-1916. Per gli eventi attivati dalla cooperativa del teatro della Tosse per Viaggio intorno a Cuore. Galleria Il Vicolo, Genova, 2004.

## Mostre
Ha partecipato alle mostre: 
- "La nascita della poesia" (a cura di Lamberto Pignotti) Palazzo Braschi, Roma 1979, Biblioteca Comunale Centrale, Firenze 1980, Palazzo Bosdari, Ancona 1980, Istituto di Cultura Italiano, Colonia Germania 1980,
- “Pòiesis. Ricerca poetica in Italia” (a cura di Gianni Broi), Logge del Vasari, Arezzo, 1986.
- “La Posta in gioco. Mostra internazionale di arte postale” (a cura di Gianni Broi), Sala delle ex- Reali Poste, Firenze, 1990,
- "Le Muse Inquietanti" (a cura di Tonino Sicoli) Museo Civico, Rende (Cosenza) 1990,
- "Fe/Mail Art. Dedicato Donna" Rocca Roveresca, Senigallia, 1994,
- “Fotoalchimie. La Fotografia in Italia: sperimentazioni e innesti” (a cura di Mirella Bentivoglio), Museo Pecci Prato, 2000,
- “30 Anni del Pecci: mostra al Gallery Art Hotel”, Firenze 2018.
- "Vivere, senza Paura!", (a cura di Yuliya Alesia Savitskie), Firenze Art Deposit Gallery, 16 Settembre - 14 Ottobre 2020.

## Opere
1. Spoleto e altro ancora, Gabrieli Editore, 1974
2. La rosa la rossa il patchouly, poemetto, Galzerano, 1977
3. Le streghe nel Cilento in Autori Vari, L’erba delle donne, Napoleone, 1979
4. Casa Tettoia, Periferia, 1980
5. Un avo aggiunto / Monte Pavone, Andrea Livi Editore, 1981
6. Salita al forte, Galzerano Editore, 1985
7. Domestiche passioni, Andrea Livi Editore, 1994
8. Visioni, Il Piccolo Hans, n. 55, 1997
9. Domestiche visioni. Fruizione del cinema a casa negli anni '30, Università della Calabria, 1997
10. Corrispondenze di Benedetto Croce e Stanislao De Chiara, Istituto per gli Studi Filosofici di Napoli – Rubbettino, 1997
11. Lo Schermo in tasca, libro e CD-Rom, Abramo, 1999
12. Fiora-Cvijeta. Dialogo in assenza di Torquato, La Mongolfiera, 2000
13. Video, monologo, (italiano-spagnolo), La Mongolfiera, 2000
14. Tocchi di Tinta, poesie, La Mongolfiera, 2000
15. Auguri lunghi un secolo Andrea Livi, 2000
16. Bertramka, racconto, Le Nuvole, 2001
17. Cinema Fondente La Mongolfiera, 2001
18. Lettere di Eleonora Duse a Giovanni Papini dal 1915 al 1921, Ariel, 2001
19. Padre mio Benedetto, racconto, Le Nuvole, 2001
20. Au Pays Noir Film Pathé en pochette: 1903 – 1905, 2002
21. Un dono di Eleonora Duse a Mary Pickford,  Immagine, AIRSC, 2002
22. Ce que pensent nos étoiles du Campari, Immagine, AIRSC, 2003
23. L'opera lirica in tasca Rubbettino, 2003
24. Dallo Schermo alla parola, La Mongolfiera 2003
25. Lettere inedite di Matilde Serao a Ruggero Ruggeri, 2004
26. Lettere di Matilde Serao a Eleonora Duse, Graus Editore, 2004
27. Lettere inedite di Matilde Serao a Ruggero Ruggeri in Matilde Serao. Le opere e i giorni (a cura di Angelo R. Pupino), 2004
28. (con Vittorio Martinelli) I Promessi sposi nel cinema. La Mongolfiera, 2004
29. Lettere inedite di Sacha Guitry e Ida Rubinstein a Eleonora Duse, 2004
30. Lo Schermo in tasca, Bianco e Nero. Edizioni del CSC, fascicolo 548, 01/2004
31. Lettere inedite di Lucio D'Ambra a Eleonora Duse, Carte di Cinema,  2005
32. Enrico Guazzoni. Regista pittore (con Aldo Bernardini e Vittorio Martinelli), 2005
33. Lettere di Roberto Bracco a Ruggero Ruggeri, Centro Sperimentale di Cinematografia, Graus, 2006
34. Il repêchage delle partiture musicali dei madrigali del Tasso dedicati a Cvijeta Zuzorić, Knjizevni Krug Split, 2006.
35. Manoscritti inediti del Tasso, La Mongolfiera, 2007
36. Cuore.Primi schermi. Rubbettino Editore, 2007
37. Consumare Passioni, La Mongolfiera, 2007
38. Lettere inedite di Ada Negri a Eleonora Duse,  2008
39. Tarzan. Cinema e Cioccolato, La Mongolfiera, 2008
40. Un’autobiografia trasposta. Le lettere di Ada Negri a Eleonora Duse in ( a cura di Anna Dolfi), Memorie, autobiografie e diari nella letteratura italiana dell’Ottocento e del Novecento, MOD, Edizioni ETS, 2008
41. Aldo Palazzeschi e la rivista Film. Lettere inedite, Graus, 2009
42. Centro Sperimentale di Cinematografia - Graus 2009
43. Viaggi dell'animazione. Interventi e testimonianze sul mondo animato da Émile Reynaud a Second Life - Tunué. Editori dell'immaginario, 2008
44. Mit o Veneciji u Stretnom gradu Frane Petrica, Filozofska Istrazivanja, Zuzana Glavas, Matilde Tortora, God. 30 Sv.3, Zagreb, 2010
45. Anna Maria Ortese. Cinema. Con le sue lettere inedite, Quaderni di Cinemasud, 2010
46. Le donne nel cinema d'animazione, Tunué. Editori dell'immaginario, 2010
47. Cuore dalla pagina allo schermo in quaderni del CSCI - Storie del Belpaese. L'Italia attraverso il cinema dal Risorgimento ad oggi, 2011
48. Berti Blandina, impiegata avventizia, La Mongolfiera, 2014
49. Pane e Lapilli, La Mongolfiera, 2019
50. La sospensione del Cinema, Racconti d’amore e di mancanza/ Die Unterbrechung des Kinos, Erzählung über Liebe und Verlust, La Mongolfiera, 2021
51. Quali Donne. Racconti con echi danteschi, La Mongolfiera, 2021
52. Abbecedario del Bosco, La Mongolfiera, 2022
53. L’esatto peso della sirena, La Mongolfiera, 2023
54. Il Cenacolo delle Donne, Graus Edizioni, 2023
55. La Trousse, La Mongolfiera, 2024
56. 52 Milioni di Parole. Eleonora Duse racconta di sé, Graus Edizioni, 2024

## Riviste
Ha collaborato alle riviste Lapis, Nosside, Salvo imprevisti, Mille e una donna, Ariel dell’Istituto di Studi Pirandelliani, Il Piccolo Hans, Immagine dell’Associazione Ricerche Storia del Cinema Italiano. 
Collabora con Noi Donne, BookCiakMagazine, Papiers Nickéles (Parigi)

## Fondi archivistici
L'intero suo Fondo Cinema, che contiene diverse rarità, acquistato dalla Fondazione Carispo, si trova presso la Biblioteca Comunale Giosuè Carducci di Spoleto.
Presso la Fondazione Elvira Badaracco, Milano, si trova l’intero suo archivio: corrispondenze con varie protagoniste della cultura italiana e del movimento femminista dagli anni Settanta a seguire, tra cui la costituenda Edizioni delle Donne, di cui Matilde Tortora fu tra le prime Socie, materiali inediti, suoi racconti pubblicati su quotidiani e in antologie, recensioni varie ai suoi libri anche su giornali stranieri, riviste con suoi scritti, suoi contributi a convegni in Italia e all’estero ai quali ha partecipato, cataloghi di mostre cui ha partecipato o da lei realizzate, la maggior parte dei suoi libri, sue opere verbo-visive, alcune in originale, che sono state in mostre anche all’estero, i suoi film, foto di vari eventi che l’hanno avuta protagonista e di incontri con artisti italiani e stranieri, locandine, manifesti, inviti, pergamene, riconoscimenti, attestati vari.
Alla biblioteca nazionale di Cosenza ha donato circa 2000 volumi tra opere monografiche e periodici, di carattere prevalentemente umanistico, con molte opere letterarie, narrativa, poesia e drammaturgia, tra le quali delle opere proprie. Il fondo è arricchito anche dalla presenza di una raccolta di 460 VHS e 112 DVD, e da litografie e dipinti del XIX secolo e XX secolo.